# Vanuatu National United Party
Vanuatu National United Party är ett socialdemokratiskt parti i Vanuatu, bildat 1991 av landets förre premiärminister Walter Lini.
Lini efterträddes vid sin död 1999 av brodern Ham Lini, som sedan 2004 är Vanuatus premiärminister.